# Cordyligaster minuscula
Cordyligaster minuscula là một loài ruồi trong họ Tachinidae.